# Playing with Fire (film américain, 1921)

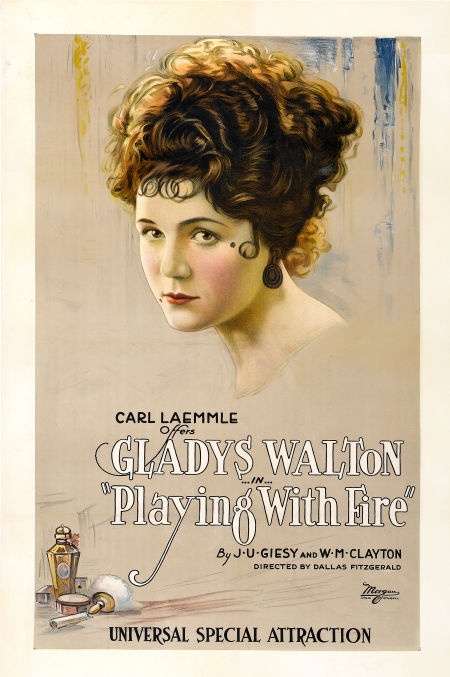
Affiche du film

Pour les articles homonymes, voir Playing with Fire.
Playing with Fire est un film américain réalisé par Dallas M. Fitzgerald, sorti en 1921.

## Synopsis
Enid Gregory, qui travaille dans un magasin de musique, est une habituée du jazz baby qui flirte avec les autres tout en tenant compagnie à Bill Butler, un plombier. Elle découvre Janet Fenwick, une jeune femme de la haute société dont le père s'est suicidé sous le coup de la disgrâce. Enid obtient de son employeur Bruce Tilford qu'il engage Janet pour chanter les ballades qu'elle joue. Les affaires reprennent et Tilford accorde deux jours de vacances aux deux femmes. Enid et Janet se rendent dans un hôtel à la mode où elles rencontrent plusieurs anciens amis de Janet. Janet se fiance avec un ancien amour et Enid succombe à l'étreinte de Kent Lloyd, un jeune homme riche et lui permet de lui passer la bague au doigt.

## Fiche technique
- Réalisation : Dallas M. Fitzgerald
- Scénario : 	William M. Clayton, J.U. Giesy, Doris Schroeder
- Producteur : Carl Laemmle
- Société de production : Universal Studios
- Photographie : 	Milton Moore
- Genre : romance[1]
- Durée : 50 minutes (5 bobines)[2]
- Date de sortie : 19 décembre 1921

## Distribution
- Gladys Walton : Enid Gregory
- Kathryn McGuire :Janet Fenwick
- Eddie Gribbon : Bill Butler
- Hayward Mack : Bruce Tilford
- Harold Miller ! Jack Taylor
- Hallam Cooley ! Kent Lloyd
- Sidney Franklin : Pat Isaacs
- Lydia Knott : Miss Seraphina
- Harriet Laurel : Maggie Turner
- Elinor Hancock : Mrs. Taylor